# Johan van Mathenesse
Johan van Mathenesse, ook wel Johan van Matenesse (ca. 1596 - 30 juni 1653), was heer van Mathenesse en Riviere, Opmeer.

## Leven
Johan van Mathenesse was een zoon van Adriaan van Mathenesse (1563-1621) en Odilia van Azewijn (-1596). Hij was van 16 januari 1642 tot 3 mei 1645 ordinaris gedeputeerde namens het gewest Holland en het Ridderschap van Holland in de Staten-Generaal der Verenigde Nederlandse Provinciën. Hij was vervolgens van 4 mei 1645 tot aan zijn dood namens het Ridderschap van Holland lid van de Gecommitteerde Raden van Holland in het Zuiderkwartier. Hij was in 1648 een van de Nederlandse afgevaardigden, namens Holland, die de Vrede van Münster zou onderhandelen en ondertekenen. Nicolaus Blancardus zou bij zijn terugkeer een lofrede schrijven op hem en zijn collega Adriaen Pauw, getiteld Panegyricus Matthenesio et Pavio a stabilitata pace Monasterio reducibus sacratus (1648).

## Nakomelingen
Hij was in 1626 getrouwd met Judith Wilhelmina Piek en had bij haar vier kinderen:
- Adriaan van Mathenesse;
- Odilia van Mathenesse;
- Walburg van Mathenesse;
- Gijsbert van Mathenesse.